# Elecciones presidenciales de Costa Rica de 1906
En las elecciones presidenciales de Costa Rica de 1906, el presidente en funciones Ascensión Esquivel Ibarra apoyó abiertamente al candidato Cleto González Víquez. Participaron también el exsecretario de Gobernación, Policía y Fomento de Esquivel; Tobías Zúñiga Castro, el también exsecretario de Gobernación pero de la administración Soto y exdiputado; Máximo Fernández Alvarado, el expresidente Bernardo Soto Alfaro y el exmagistrado y excanciller Ezequiel Gutiérrez Iglesias.
El escritor Eduardo Oconitrillo destaca que en estas elecciones no primaba realmente una diferencia ideológica ya que con excepción de Gutiérrez Iglesias que era conservador al igual que su partido, Unión Demócrata, todos los demás candidatos eran liberales y el liberalismo les funcionaba bien a todos. la competencia electoral era más por razones personales y poder de un grupo que por un ideario. Además tenía un fuerte componente el "anti-cletismo" que promulgaban los candidatos Fernández, Zúñiga y Soto al punto de que se planteó la posibilidad de unir sus partidos en una coalición aunque esto, al menos en primera ronda, no se concretó.
En aquella época las elecciones se realizaban en dos tractos. Primero votaban todos los ciudadanos hombres que cumplieran con una serie de requisitos con los que cumplía la mayoría de la población como saber leer y escribir y tener un patrimonio "acorde a su estrato social" y que según el historiador Iván Molina representaban a cerca del 60% de la población. Estos elegían en voto público a los electores de segundo grado cuyos requisitos eran más restrictivos, como poseer propiedades o estudios superiores. Los electores de segundo grado votaban en votaciones secretas eligiendo al presidente, diputados y demás cargos públicos incluyendo los municipales. Durante este proceso era donde genuinamente se daban las negociaciones políticas.
Para la segunda ronda, los candidatos Fernández y Soto apoyaron la candidatura de Zúñiga, ya que parecía ser la más factible para derrotar a González. Por lo tanto, el 15 de febrero de 1906, se decidió unir las tres fuerzas bajo la bandera de una nueva agrupación, la Unión Republicana. Los electores leales a dichas candidaturas se comprometieron por escrito a apoyar únicamente a Zúñiga, lo que le llevaría a la Presidencia de la República, al superar la cantidad de electores del Partido Nacional. Sin embargo, tres semanas después, la Comisión Permanente del Congreso, el cual se encontraba en receso, suspendió el orden constitucional por un período de hasta sesenta días a solicitud del presidente Esquivel. Argumentando peligro del orden público, este suspendió las libertades civiles y se detuvieron e interrogaron a Zúñiga, Fernández y Soto, en relación con una supuesta revolución que pretendía asesinar al presidente, a González Víquez y al Secretario de Gobernación José Astúa Aguilar.
El 17 de marzo del mismo año, el Consejo de Gobierno dispuso expulsar del país a los tres líderes de la Unión Republicana, quienes partieron a Nueva York. La gran mayoría de sus electores prefirieron abstenerse de votar en los comicios de segundo grado, aunque otros fueron presionados para votar por González Víquez. El Partido del Pueblo que postulaba a Zúñiga solo logró tres votos y Cleto González fue elegido presidente. Antes de finalizar su período constitucional, el presidente Esquivel emitió un decreto que  permitió a los políticos exiliados volver al país. Tras la elección, Tobías Zúñiga se retiró de la política.

## Resultados
Electores de primer grado
| Candidato | Candidato                   | Partido                           | Votos | %   |
| --------- | --------------------------- | --------------------------------- | ----- | --- |
|           | Cleto González Víquez       | Partido Nacional                  | 351   | 42  |
|           | Máximo Fernández Alvarado   | Partido Republicano               | 273   | 32  |
|           | Tobías Zúñiga Castro        | Partido del Pueblo                | 130   | 15  |
|           | Bernardo Soto Alfaro        | Partido Republicano Independiente | 82    | 9.5 |
|           | Ezequiel Gutiérrez Iglesias | Partido Unión Demócrata           | 19    | 2.5 |
| Total     | Total                       | Total                             | 855   | 100 |
| Fuente:   |                             |                                   |       |     |

| \| Voto popular \| Voto popular \| Voto popular \| Voto popular \| Voto popular \| \| ------------ \| ------------ \| ------------ \| ------------ \| ------------ \| \| \| \| \| \| \| \| González \| González \| \| 42 % \| 42 % \| \| Fernández \| Fernández \| \| 32 % \| 32 % \| \| Zúñiga \| Zúñiga \| \| 15 % \| 15 % \| \| Soto \| Soto \| \| 9.5 % \| 9.5 % \| \| Gutiérrez \| Gutiérrez \| \| 2.5 % \| 2.5 % \| |           |  |       |       |
| Voto popular |           |  |       |       |
| |           |  |       |       |
| González | González  |  | 42 %  | 42 %  |
| Fernández | Fernández |  | 32 %  | 32 %  |
| Zúñiga | Zúñiga    |  | 15 %  | 15 %  |
| Soto | Soto      |  | 9.5 % | 9.5 % |
| Gutiérrez | Gutiérrez |  | 2.5 % | 2.5 % |

Electores de segundo grado
| San José   | 30  | 12 | 2 | 5 |
| Alajuela   | 96  | 3  | 1 | 4 |
| Cartago    | 101 | -  | - | - |
| Heredia    | 63  | 9  | - | - |
| Guanacaste | 78  | -  | - | - |
| Puntarenas | 26  | -  | - | - |
| Limón      | 33  | -  | - | - |
| Total      | 427 | 24 | 3 | 9 |
| Fuente:    |     |    |   |   |

| \| Voto electoral \| Voto electoral \| Voto electoral \| Voto electoral \| Voto electoral \| \| -------------- \| -------------- \| -------------- \| -------------- \| -------------- \| \| \| \| \| \| \| \| González \| González \| \| 92.22 % \| 92.22 % \| \| Fernández \| Fernández \| \| 5.18 % \| 5.18 % \| \| Soto \| Soto \| \| 1.94 % \| 1.94 % \| \| Zúñiga \| Zúñiga \| \| 0.64 % \| 0.64 % \| |           |  |         |         |
| Voto electoral |           |  |         |         |
| |           |  |         |         |
| González | González  |  | 92.22 % | 92.22 % |
| Fernández | Fernández |  | 5.18 %  | 5.18 %  |
| Soto | Soto      |  | 1.94 %  | 1.94 %  |
| Zúñiga | Zúñiga    |  | 0.64 %  | 0.64 %  |